# Levantamiento de Tamblot
El levantamiento de Tamblot de 1621, fue una revuelta ocurrida en la isla Bohol, en Filipinas, cuando formaba parte del Imperio Español (véase: Capitanía General de Filipinas), que fue liderada por Tamblot, un babaylán (chamán o sacerdote tribal filipino). Fue básicamente un conflicto religioso. Pues los misioneros cristianos españoles llevaban décadas queriendo cristianizar a los filipinos nativos, que practicaban religiones antiguas como el culto anito. Tamblot exhortó al pueblo Malagabo a volver a la fe de sus antepasados y liberarse de la opresión española. La revuelta fue sofocada poco después.
A finales de 1621, 2.000 boholanos respondieron al llamamiento de guerra de Tamblot y comenzaron el levantamiento en un momento en que la mayoría de los padres jesuitas, los administradores espirituales de la isla de Bohol, estaban en Cebú celebrando la fiesta de la beatificación de San Francisco Javier.
Los rumores de la revuelta llegaron a Cebú, e instantáneamente su alcalde, Don Juan de Alcarazo, apresuró una expedición a Bohol compuesta por 50 españoles y más de 1.000 filipinos. El día de Año Nuevo de 1622, las fuerzas gubernamentales comenzaron la campaña contra los rebeldes. Tamblot y sus seguidores fueron aplastados.
El 1 de enero de 1622 comenzaron los combates. El 7 de enero de 1622, la ciudad de Malabago fue subyugada por los españoles y quemada hasta los cimientos. Entonces, después de una existencia de 22 años, la ciudad de Malabago desapareció. Cuando los españoles invadieron el campamento de los Boholanos, destruyeron 1.000 casas y robaron varias joyas de plata y oro. Estos fueron entregados a los soldados de la expedición Cebuano y Pampago.